# Эгвар, Демет
Демет Эвгар (тур. Demet Evgar; род. 18 мая 1980 года) — турецкая актриса

, известная своими ролями в художественных фильмах и сериалах. Впервые появилась на экране в телепередаче «Шоу Бейаза» (1990). Исполнила одну из главных ролей в телесериале Яркое пламя (тур. Alev Alev).

## Биография
Эвгар родилась в Манисе в 1980 году. Ее семья по отцовской линии имеет албанское происхождение, другая часть ее семьи имеет мусульманское османское происхождение. Материнская часть семьи Демет иммигрировала из Салоников, сегодня составляющих часть Греции.
Брат Демет Эвгар — Йигит Эвгар, работает режиссёром.

## Театр
Впервые получила известность как театральная звезда. Продолжает вести активную карьеру, работая в таких проектах как «Pangar», «Hata Yapım Atölyesi» «Müşterek», «Multi Arts Production».

## Фильмография
Известность пришла к ней после роли в 8 сезоне комедийного сериала «1 Кадын 1 Эркек». На русский язык он был переведен в 2012 году как «Мужчина и Женщина». После этого она закрепила свой успех в роли приглашенной звезды Кара Фатма в «Ватим сэнсин». Лучшей работой Демет Эвгар считается сериал «Ты моя Родина» (2018). Сейчас актриса снимается в телесериале «Бахар» (2024).